# RSC Anderlecht
Royal Sporting Club Anderlecht este un club belgian de fotbal din Anderlecht, regiunea Bruxelles. Este cea mai de succes echipă din Belgia atât în competițiile europene (5 trofee) cât și în competițiile domestice (34 de campionate câștigate). Cu toate că a fost fondat în anul 1908, primul trofeu al clubului a fost câștigat abia după Al Doilea Război Mondial (1947). De atunci au terminat în afara primelor șase locuri din campionat doar de două ori, în sezoanele 2019–20 (locul 8) și 2022–23 (locul 11). Evoluează în prima ligă belgiană (Jupiler League) din sezonul 1935 - 1936.

## Istoric
Fondat sub numele Sporting Club Anderlechtois la 27 mai 1908 de un grup de iubitori de fotbal la cafeneaua Concordia (situată în Rue d'Aumale/Aumalestraat din municipalitatea Anderlecht), clubul a învins Institut Saint-Georges în primul lor meci, scor 11–8. S-a alăturat competiției oficiale în 1909-1910, începând cu cel mai de jos nivel al ligii belgiene de fotbal, a treia divizie provincială. În 1912–13, au obținut promovarea în al doilea eșalon. După doar un sezon la acel nivel, campionatul a fost suspendat din cauza Primului Război Mondial și a fost reluat cu sezonul 1919–20. Odată cu creșterea popularității echipei, Anderlecht se mutase pe un nou stadion în Parcul Astrid în 1917 (cunoscut pe atunci sub numele de Meir Park). Aceștia au botezat stadionul Stade Emile Versé în onoarea primului patron al clubului, industriașul Emile Versé.
La sfârșitul sezonului 1920-1921, Anderlecht a promovat în prima divizie pentru prima dată în istoria clubului. În următoarele 14 sezoane, Anderlecht a retrogradat de patru ori (1923, 1926, 1928 și 1931) și a promovat de patru ori (1924, 1927, 1929, 1935), cluburile rivale locale Union Saint-Gilloise și Daring Club de Bruxelles, poreclindu-i „clubul de lift”. În 1933, la 25 de ani de la formarea lor, clubul și-a schimbat numele în Royal Sporting Club Anderlechtois. De la promovarea din 1935, Anderlecht a rămas la cel mai înalt nivel al fotbalului belgian fără întrerupere. Cu Jef Mermans în componență, un atacant adus de la K Tubantia FC în 1942 pentru o sumă record de 125.000 de franci belgieni, Anderlecht a câștigat primul titlu de campioană în 1947. Succesul a crescut în anii următori, deoarece au câștigat încă șase titluri între 1949–50 și 1955–56 (câștigând de două ori câte trei titluri consecutive) și încă două în 1958–59 și 1961–62. În anii 1960, sub conducerea lui Pierre Sinibaldi și apoi a lui Andreas Beres, clubul a câștigat chiar și cinci titluri la rând (din 1963–64 până în 1967–68), un record al Ligii Belgiene încă neegalat. Vedeta acestei echipe a fost Paul Van Himst, cel mai bun marcator în 1965, 1967 și 1969 și câștigător al Ghetei de Aur a Belgiei în 1960, 1961, 1965 și 1974.
Anderlecht a jucat în prima ediție a Cupei Campionilor Europeni în 1955–56 și a pierdut ambele meciuri împotriva echipei MTK Budapesta. Au trebuit să aștepte până în sezonul 1962–63 pentru a câștiga primul lor meci european, o victorie cu 1–0 în fața lui Real Madrid, urmând un egal 3–3 în Spania. Pentru prima dată, ei au trecut în turul doi, unde au învins pe ȚSKA Sofia înainte de a pierde cu Dundee United în sferturile de finală. În Cupa Orașelor Târguri din 1969–70, Anderlecht a pierdut în finală împotriva lui Arsenal FC. Între 1975 și 1984, Anderlecht a câștigat un singur titlu de campioană, dar a obținut un succes european considerabil: a câștigat Cupa Cupelor din 1975–76 și 1977–78 împotriva West Ham United și, respectiv, Austria Viena, precum și cele două Supercupe europene ulterioare.
Sezonul 1982–83 a fost un sezon demn de remarcat pentru club din numeroase motive: Paul Van Himst a fost numit noul antrenor, au câștigat Cupa UEFA 1982–83 și sub impulsul directorului sportiv Michel Verschueren, a început construirea stadionului clubului.
Anderlecht a câștigat al 20-lea titlu de campioană în ultima etapă a sezonului 1986–87. Au pierdut apoi jucători cheie precum Franky Vercauteren, Enzo Scifo și Juan Lozano (grav accidentat într-un meci la KSV Waregem). O echipă slăbită, antrenată de Raymond Goethals, a terminat doar pe locul patru în 1988, dar a reușit totuși să cucerească Cupa Belgiei pentru a șasea oară în istoria clubului după o victorie cu 2-0 în fața Standard Liège.
În anii 1990, Anderlecht a mai ajuns într-o finală europeană, finala Cupei Cupelor din 1990 , pe care a pierdut-o în fața clubului italian Sampdoria. Clubul a scăzut apoi în competițiile europene, cele mai bune rezultate fiind sferturile de finală ale Cupei UEFA 1990–91 și 1996–97. În competiția națională, au câștigat patru titluri de campionat și o cupă. În anii 2000, Anderlecht și-a asigurat încă cinci titluri de campioană a Belgiei, ajungând la un total de 29 de titluri în 2007.
În 2009–10, Anderlecht a câștigat al 30-lea titlu de campioană, în timp ce în UEFA Europa League 2011–12, Anderlecht a făcut istorie devenind prima echipă belgiană care a terminat faza grupelor unei competiții europene cu numărul maxim de puncte.
După numirea tânărului antrenor elvețian René Weiler, Anderlecht, cu jucători tineri precum Youri Tielemans și Leander Dendoncker, a devenit din nou campioană în sezonul 2016-17. În Europa League au fost eliminați în sferturile de finală de Manchester United în prelungiri.

## Palmares și statistici

### Titluri și trofee
| Competiții oficiale | Competiții internaționale |
| - Jupiler Pro League (34) : - Campioni : 1946–47, 1948–49, 1949–50, 1950–51, 1953–54, 1954–55, 1955–56, 1958–59, 1961–62, 1963–64, 1964–65, 1965 –66, 1966–67, 1967–68, 1971–72, 1973–74, 1980–81, 1984–85, 1985–86, 1986–87, 1990–91, 1992–93, 1993–94, 1994–95, 1999–00, 2000–01, 2003–04, 2005–06, 2006–07, 2009–10, 2011–12, 2012–13, 2013–14, 2016–17. - Cupa Belgiei (9) : - Câștigători : 1965, 1972, 1973, 1975, 1976, 1988, 1989, 1994, 2008. - Supercupa Belgiei (13) : - Câștigători : 1985, 1987, 1993, 1995, 2000, 2001, 2006, 2007, 2010, 2012 , 2013, 2014, 2017. - Proximus League (2) : - Campioni : 1924 și 1935. - Cupa Ligii Belgiei (3) : - Câștigători : 1973, 1974 și 2000. | - Liga Campionilor : - Semifinala (2) - 1982, 1986 - Cupa UEFA / Europa League : - Câștigători (1) - 1983 - Finalistă (1) - 1984 - Cupa Cupelor : - Câștigători (2) - 1976, 1978 - Finalistă (2) - 1977, 1990 - Supercupa Europei : - Câștigători (2) - 1976, 1978 - Cupa Orașelor Târguri : - Finalistă (1) - 1970 |

## Președinți
- Charles Roos (1908–10)
- Théo Verbeeck (1911–51)
- Albert Roosens (1951–71)
- Constant Vanden Stock (1971–96)
- Roger Vanden Stock (1996–2018)
- Marc Coucke (2018-20)
- Wouter Vandenhaute (2020-prezent)

## Coeficientul UEFA
Coeficientul UEFA este utilizat la tragerea la sorți a competițiilor continentale organizate de Uniunea Asociațiilor Europene de Fotbal. Pe baza performanței cluburilor la nivel european timp de cinci sezoane, acest coeficient este calculat folosind un sistem de puncte și este stabilit un clasament. La sfârșitul sezonului 2018-2019, RSC Anderlecht se află pe locul treizeci și trei.
| Rang | Club              | Coeficient |
| ---- | ----------------- | ---------- |
| 48   | APOEL Nicosia     | 25.500     |
| 49   | Ludogoreț Razgrad | 25.000     |
| 50   | RSC Anderlecht    | 25.000     |
| 51   | Club Brugge KV    | 24.500     |
| 52   | BSC Young Boys    | 24.000     |

## Parcursul european
Anderlecht se afla pe locul 45 în fotbalul european pe cluburi, conform indicelui UEFA din 18 martie 2010. La sfârșitul sezonului 2009-2010, RSCA a participat de 47 de ori în competițiile europene (24 în C1, 8 în C2 și 15 în C3) cu un bilanț de 288 de jocuri pentru 141 de victorii, 93 de pierderi și 54 de remize (497 de goluri marcate, 366 de goluri primite). Mai presus de toate, Anderlecht a câștigat Cupa Cupelor în 1976 și 1978 și Cupa UEFA în 1983. Clubul a fost, de asemenea, semifinalistă în Cupa Campionilor Europeni din1981-1982 și 1985-1986.
| Competiții                          | Meciuri | Victorii | Remize | Înfrângeri | Goluri marcate | Goluri primite |
| ----------------------------------- | ------- | -------- | ------ | ---------- | -------------- | -------------- |
| Liga Campionilor (C1)               | 171     | 63       | 37     | 71         | 259            | 259            |
| Cupa Cupelor (C2)                   | 44      | 29       | 3      | 12         | 86             | 34             |
| Cupa UEFA / UEFA Europa League (C3) | 113     | 57       | 27     | 29         | 196            | 118            |
| Cupa Orașelor Târguri               | 18      | 13       | 0      | 5          | 51             | 27             |
| Supercupa Europei                   | 4       | 2        | 0      | 2          | 9              | 6              |
| TOTAL                               | 350     | 164      | 67     | 119        | 601            | 444            |